# Catàstrofe ultraviolada
La catàstrofe ultraviolada, és un error de la teoria clàssica d'electromagnetisme en explicar l'emissió electromagnètica d'un cos en equilibri tèrmic amb l'ambient.
D'acord amb les prediccions de l'electromagnetisme clàssic, un cos negre ideal en equilibri tèrmic havia d'emetre energia en tots els rangs de freqüència, de manera que a major freqüència, major energia.
Així ho van mostrar Rayleigh i Jeans, però amb el problema de la catàstrofe ultraviolada, també coneguda com a  catàstrofe de Rayleigh-Jeans. D'acord amb la llei que ells enunciaren, la densitat d'energia emesa per a cada freqüència havia de ser proporcional al quadrat de l'última, la qual cosa implica que les emissions a altes freqüències (en l'ultraviolat) han de portar enormes quantitats d'energia. Tant és així, que en calcular la quantitat total d'energia radiada (és a dir, la suma de les emissions en tots els rangs de freqüència), s'aprecia que aquesta és infinita, fet que posa en risc els postulats de conservació de l'energia.
{\displaystyle I(\nu )={\frac {8\pi }{c^{3}}}T\kappa _{B}\nu ^{2}}
L'anterior és la formulació matemàtica de la Llei de Rayleigh-Jeans, on {\displaystyle \kappa _{B}} és la constant de Boltzmann, T és la temperatura i c és la velocitat de la llum. Com ja s'ha dit abans, aquesta llei és el resultat de l'anàlisi des de la teoria clàssica.
Els experiments per mesurar la radiació a baixes freqüències (en l'infraroig) van donar resultats d'acord amb la teoria, però aquesta implicava que tots els objectes estarien emetent constantment radiació visible, és a dir, que actuarien com a fonts de llum tot el temps, cosa que evidentment és falsa.
Posteriorment, quan es van desenvolupar tècniques de mesura apropiades, es va estudiar la radiació en el visible i en l'ultraviolat, i l'observació experimental va mostrar clarament que la predicció de l'electromagnetisme clàssic, resumida en la llei de Rayleigh-Jeans, era falsa, perquè en realitat, encara que l'energia augmenta amb el quadrat de la freqüència quan aquesta és baixa, en augmentar més, l'energia tendeix a zero.

Energia radiada com a funció de la longitud d'ona per a diversos cossos a diferents temperatures

Sovint l'anàlisi del cas es fa tenint en compte la longitud d'ona en lloc de la freqüència, la qual cosa és equivalent, ja que les dues quantitats són inversament proporcionals.
A la gràfica del costat es mostra com varia en la pràctica la densitat d'energia emesa en relació amb la longitud d'ona per a cossos negres a diferents temperatures i s'observa que aquesta densitat tendeix a zero en els dos extrems, tant per a les longituds d'ona curtes (altes freqüències) com per les "llargues" (freqüències baixes).
Wilhelm Wien va estudiar la corba obtinguda experimentalment. El 1893 va trobar que podia representar aproximadament mitjançant la fórmula següent:
{\displaystyle I(\nu )={\frac {C_{1}\nu ^{3}}{\exp({C_{2}\nu })}}}
On {\displaystyle C_{1}} i {\displaystyle C_{2}} són constants arbitràries. Encara que aquesta equació només s'aproxima a la corba, demostra que el fenomen té un comportament molt diferent al previst per la física clàssica.
Aquest va ser un dels primers indicis que hi ha problemes irresolubles en el marc de la física clàssica. La solució a aquest problema va ser plantejada per Max Planck el 1900, amb el que es coneix ara com Llei de Planck. Aquest moment es considera com el principi de la Mecànica quàntica.
La raó per la qual la física clàssica no és capaç d'explicar el fenomen és que el Teorema d'equipartició de l'energia no és vàlid quan l'energia tèrmica és molt menor que l'energia relacionada amb la freqüència de la radiació.